# تلفزيون الشبكة الصيني
تلفزيون الشبكة الصيني (CNTV) هي شركة صينية وطنية للتلفزيون عبر الإنترنت انطلقت رسمياً في 28 ديسمبر 2009. تقدم شبكة CNTV الدولية خدمات بخمس لغات أجنبية (الإنكليزية والفرنسية والإسبانية والروسية والعربية) وست لغات محلية (الصينية والمنغولية بالكتابة المنغولية والتيبتية والكازاخية والأويغورية)، كما تقدم العديد من البرامج المختارة والأخبارية من القنوات الأجنبية في تلفزيون الصين المركزي.